# Khan Abdul Ghaffar Khan

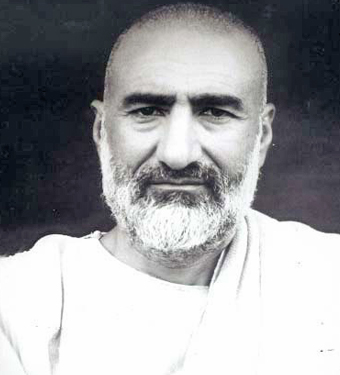
Khan Abdul Ghaffar Khan

Khan Abdul Ghaffar Khan, genannt Badshah Khan (* um 1890 in Utmanzai, Khyber Pakhtunkhwa; † 20. Januar 1988 in Peschawar, Nordwestprovinz) war ein paschtunischer Freiheitskämpfer aus Indien bzw. dem späteren Pakistan. Er erlangte durch gewaltlosen Protest gegen die britische Herrschaft auf dem indischen Subkontinent Berühmtheit. Er ist auch bekannt als „Frontier Gandhi“.

## Leben

### Kindheit, Jugend, erstes Wirken
Ghaffar Khan wurde in eine wohlhabende Familie geboren. Der Vater war Führer eines Afghanenstammes und Ghaffar Khan arbeitete nach seiner Schulausbildung auf dessen Land. Die Nordwestprovinz war in der Ausbildung bis 1947 die rückständigste Provinz Britisch-Indiens. Ghaffar Khan erkannte inmitten archaischer Strukturen die Bedeutung von Bildung für die Gesellschaft und eröffnete im Alter von 20 Jahren eine Schule. Er wurde Teil einer reformorientierten Gruppe und besuchte zwischen 1916 und 1919 alle sechs Monate die Dar ul-Ulum Deoband, um Strategien zur Entgegnung der britischen Herrschaft zu diskutieren. Nachdem er sich unermüdlich für die Erhöhung des politischen Bewusstseins der Afghanen einsetzte und quer durch die Region reiste, handelte er sich dadurch den Namen Badshah Khan (König der Anführer) ein.

### Ghaffar Khan und die Khudai Khidmatgar
Sein Ziel wurde ein vereintes, unabhängiges, säkulares Indien. Er gründete die Bewegung Khudai Khidmatgar, die sich auf Mahatma Gandhis Strategie Satyagraha berief. Gandhi stützte sich auf Traditionen, die weibliche Anteile im männlichen Bewusstsein berücksichtigten, Ghaffar Khan hingegen bezog sich nie auf Gedanken von Femininität, vielmehr auf Traditionen von Selbstbeschränkung und hatte damit einen ganz anderen philosophischen Entwurf zur Rechtfertigung von Gewaltlosigkeit. Die Übereinstimmung in den von ihnen angestoßenen Bewegungen bestand in der Zielrichtung gegen Fremdherrschaft und der Betonung von Bedeutung der Willensstärke, sei sie von Gandhi der weiblichen Seite des Bewusstseins zugeteilt oder von Ghaffar Khan als Grundlage wirklich männlicher Selbstbeherrschung angesehen.
Die Gruppe konnte zehntausende Mitglieder zu einer Opposition gegen das Vereinigte Königreich auf sich vereinen und es gelang ihr, die Politik der Nordwestprovinz zu dominieren. Ghaffar Khans Bruder Khan Abdul Jabbar Khan leitete den politischen Flügel der Bewegung. Auch bestanden enge Bindungen an den Indischen Nationalkongress (Kongresspartei). Zwecks Schwächung dieser Achse förderten die Briten von Mitte der 1930er Jahre an bewusst die Muslimliga.

### Seine Begründung der Gewaltfreiheit aus dem Islam
Ein besonderes Anliegen Ghaffar Khans war die Verbindung von Islam und Gewaltlosigkeit, doch war Zurückschlagen paschtunischer Brauch und die Rede über Gewaltlosigkeit neu und schwer zu verstehen. Die Beendigung der typischen Stammesfehden zog sich über Jahre hin. Dafür blieb im Leben vieler Khudai Khidmatgar die Betonung der Gewaltlosigkeit auch nach dem Abzug der Briten ein führendes Prinzip, sie hatte eine moralische und religiöse Bedeutung bekommen. Das Verschwinden von lang gehegter Feindschaft und Hass war für viele der beständigste Gewinn.

### Während des Zweiten Weltkrieges
Zu Beginn des Zweiten Weltkriegs wurde in der Kongresspartei die Meinung vertreten, man müsse in Europa die demokratischen Kräfte unterstützen, vorausgesetzt, die Briten würden Indiens Freiheitsanspruch anerkennen. Ghaffar Khan hingegen vertrat die Ansicht, man habe Kriege und ihre Schrecken verurteilt und könne jener Linie Gandhis und seiner Partei nicht folgen, die einer Teilnahme an den britischen Kriegsanstrengungen zusprach. Schon eine kurze Zusammenarbeit könne Jahre der Überzeugungsarbeit bei den Paschtunen zunichtemachen. Erst als die Kongresspartei sich 1942 wandelte und die Quit-India-Resolution verabschiedete, nahm er die Zusammenarbeit wieder auf.

### Gegen die Teilung Indiens
Ghaffar Khan galt als strenger Gegner der Teilung Indiens. Als es zur Frage eines Anschlusses der Nordwestprovinz an Pakistan kam, rief er zu einem Boykott der Volksabstimmung auf, was 45 Prozent der Wahlberechtigten von einer Stimmabgabe abhielt. Nachdem dieses Referendum 1947 doch den Zusammenschluss gebracht hatte, erklärte er bei einem Treffen seiner Anhänger, alles was man fordere, sei die volle Freiheit für die Paschtunen, ihre inneren Angelegenheiten als Einheit innerhalb Pakistans selbst zu regeln. Ghaffar Khan wurde im neu entstandenen Pakistan unter Hausarrest gestellt.

### Exil und späte Jahre
Nach Jahren im Gefängnis ging er ins Exil nach Kabul. Im Jahr 1987 erhielt er als erster Nicht-Inder die Auszeichnung Bharat Ratna.
Er starb im Folgejahr unter Hausarrest in Pakistan. Trotzdem nahmen Tausende an der Trauerfeier teil. Sein Sohn Ghani Khan wurde Poet, sein Sohn Khan Wali Khan gründete die Awami National Party.

## Ehrungen
- 1987 Bharat Ratna